# Liophryne miniafia
Liophryne miniafia é uma espécie de sapo da família Microhylidae. É endêmica para a Papua Nova Guiné. O seu natural habitat situa-se entre biomas montanos e florestas húmida.

## Descrição
Os juvenis desta espécie têm relativamente um longo focinho, os olhos maiores e cabeças mais amplas do que os adultos.